# Dallas Cowboys 1978
La stagione 1978 dei Dallas Cowboys è stata la 19ª della franchigia nella National Football League. Per la terza stagione consecutiva, la squadra vinse la propria division, guidando la NFC in punti segnati. I Cowboys diventarono la prima franchigia a disputare cinque Super Bowl e la prima ad esservi sconfitta dopo essersi presentata da campione in carica, contro i Pittsburgh Steelers nel Super Bowl XIII.

## Calendario

### Stagione regolare
| Turno | Data       | Avversario             | Risultato | Pubblico |
| ----- | ---------- | ---------------------- | --------- | -------- |
| 1     | 4/9/1978   | Baltimore Colts        | V 38–0    | 64,224   |
| 2     | 10/9/1978  | at New York Giants     | V 34–24   | 73,265   |
| 3     | 17/9/1978  | at Los Angeles Rams    | S 27–14   | 65,749   |
| 4     | 24/9/1978  | St. Louis Cardinals    | V 21–12   | 62,760   |
| 5     | 2/10/1978  | at Washington Redskins | S 9–5     | 55,031   |
| 6     | 8/10/1978  | New York Giants        | V 24–3    | 63,420   |
| 7     | 15/10/1978 | at St. Louis Cardinals | V 24–21   | 48,991   |
| 8     | 22/10/1978 | Philadelphia Eagles    | V 14–7    | 60,525   |
| 9     | 26/10/1978 | Minnesota Vikings      | S 21–10   | 61,848   |
| 10    | 5/11/1978  | at Miami Dolphins      | S 23–16   | 69,414   |
| 11    | 12/11/1978 | at Green Bay Packers   | V 42–14   | 55,256   |
| 12    | 19/11/1978 | New Orleans Saints     | V 27–7    | 57,920   |
| 13    | 23/11/1978 | Washington Redskins    | V 37–10   | 64,905   |
| 14    | 3/12/1978  | New England Patriots   | V 17–10   | 63,263   |
| 15    | 10/12/1978 | at Philadelphia Eagles | V 31–13   | 64,667   |
| 16    | 17/12/1978 | at New York Jets       | V 30–7    | 52,532   |

### Playoff
| Turno            | Data       | Avversario              | Risultato |
| ---------------- | ---------- | ----------------------- | --------- |
| Divisional       | 30/12/1978 | vs. Atlanta Falcons     | V 27-20   |
| NFC Championship | 7/1/1979   | vs. Los Angeles Rams    | V 28-0    |
| Super Bowl XIII  | 21/1/1979  | vs. Pittsburgh Steelers | S 31-35   |